# رانج دو فليرس
رانج دو فليرس (بالفرنسية: Rang-du-Fliers)‏ هي بلدية تقع في إقليم باد كاليه من منطقة نور با دو كاليه في شمال فرنسا. تبلغ مساحة هذه المدينة 10.47 (كم²)، وترتفع عن سطح البحر 11 م، يبلغ عدد سكانها 4103 نسمة حسب إحصاء المعهد الوطني للإحصاء والدراسات الاقتصادية سنة 2009 م. وترأس José Collette البلدية خلال فترة (2008-2014).